# Harliburg

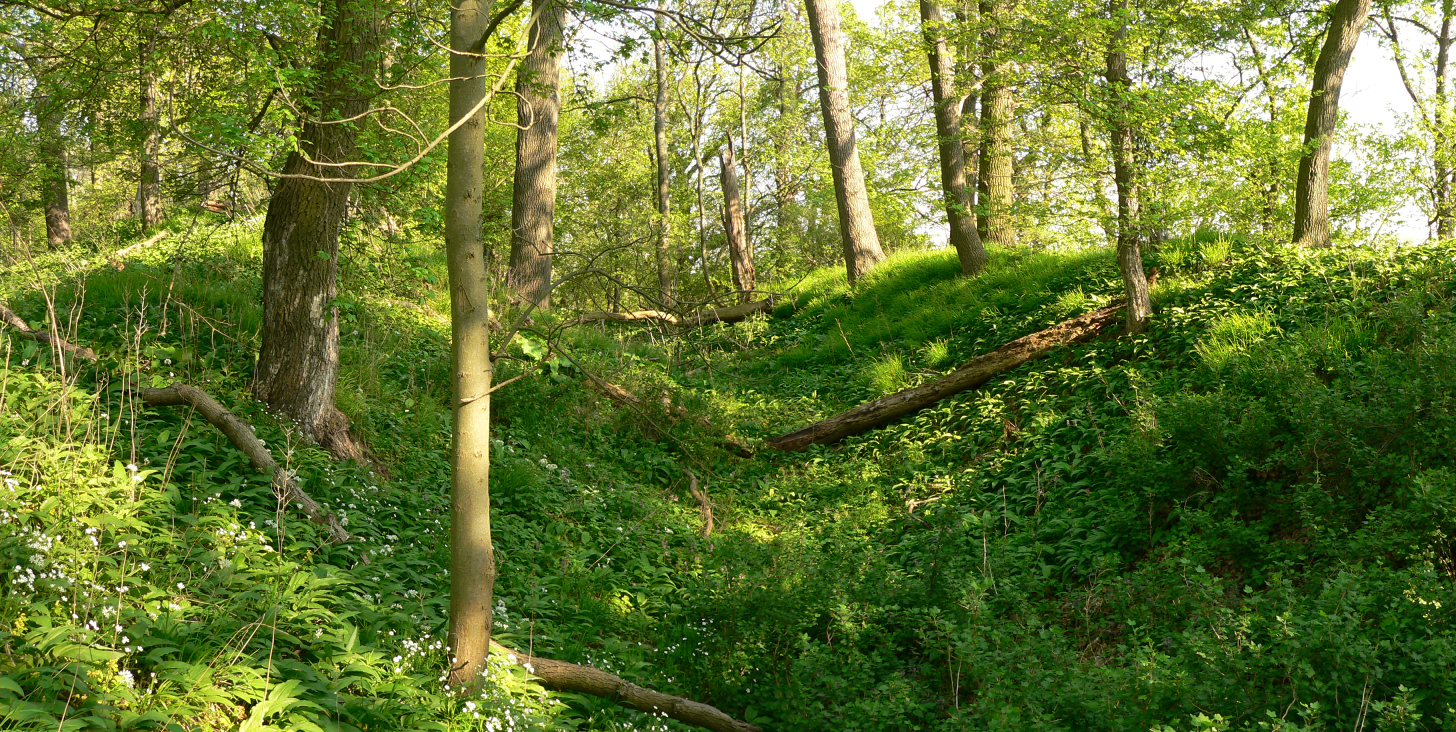
Wälle und Graben der Burg

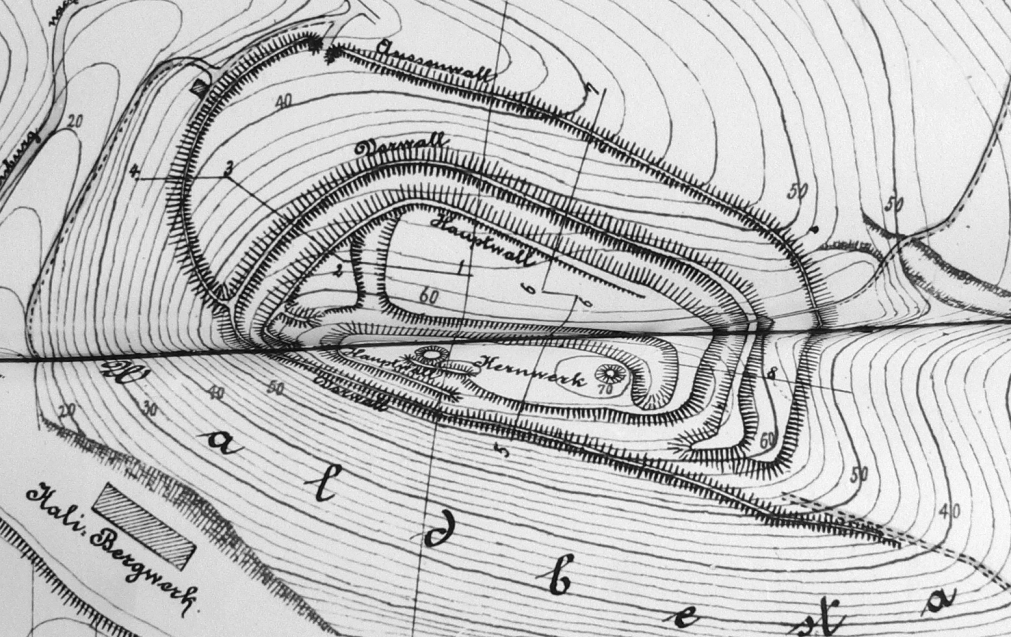
Lageskizze von Carl Schuchhardt (Ende des 19. Jahrhunderts)

Die Harliburg (auch Harlyburg oder Herlingsberg genannt) bei Vienenburg im niedersächsischen Landkreis Goslar ist der Burgstall einer ehemaligen Reichsburg auf dem Harlyberg (Harly).

## Geographische Lage
Der Ort der einstigen Harliburg (193 m ü. NHN) befindet sich im Ostsüdosten des Harlybergs auf einer großflächigen Bergkuppe. Sie liegt etwa 1 km nordnordöstlich von Vienenburg (141 m), einem nordöstlichen Stadtteil von Goslar. Südlich und östlich unterhalb der ehemaligen Burganlage umfließt die Oker das Südostende des Harlybergs; etwa 500 m südwestlich liegt im Okertal der Vienenburger See. Ziemlich genau 2 km westnordwestlich des Burgstalls befindet sich die höchste Erhebung des Harlys (255,9 m). Etwa 600 m (jeweils Luftlinie) ostsüdöstlich des Burgstalls unterquert die Bundesstraße 241 an der Anschlussstelle Vienenburg die Bundesautobahn 36; direkt jenseits der Autobahn liegt Wiedelah.

## Baubeschreibung
Die Harliburg liegt auf einer vorgeschobenen Bergkuppe nördlich der Oker. Vom ehemaligen Burgplatz mit einer Gesamtgröße von ca. 200 × 400 m fallen die Bergflanken nach Süden und Südosten steil zur Oker ab. Das 150 × 50 m große Areal der Kernburg nimmt die höchste Stelle der Bergkuppe ein. Der Zugang erfolgt von Südosten durch den südlichen Hauptgraben, die dortigen Geländestrukturen deuten eine zurückgezogene Torgasse oder überlappende Befestigungslinien an. Im Osten befinden sich nahe dem Graben die Schuttreste eines Rundturmes von etwa 16 m Durchmesser. Südlich des Turmes erkennt man wie auch an anderen Stellen Hauspodien oder sonstige Bebauungsreste. Im Norden, Westen und Osten umschließt ein tiefer Graben das Kernwerk, bei dem streckenweise ein Vorwall vorhanden ist.
Nördlich unterhalb des Kernwerkes liegt, durch den Graben getrennt, die erste Vorburg mit ca. 50 m Breite. Sie wird nach außen durch den sog. Hauptwall geschützt. Davor umzieht ein Graben mit Vorwall Kernwerk und erste Vorburg. Im Nordwesten, Norden und Osten schließt sich eine weitere, tiefer gelegene Vorburg an. Ihre Wall- und Grabenbefestigung beginnt an der Westecke der inneren Vorburgbefestigung und erreicht in einem Bogen, der sich an der Befestigung der ersten Vorburg orientiert, die Südostecke der Burg. An der Ostflanke fällt das Gelände derart steil ab, dass lediglich eine Terrasse mit steiler Außenböschung vorhanden ist. Im Nordosten könnte ein Geländevorsprung mit davorliegendem Grabenrest als Indiz dafür dienen, dass hier möglicherweise ein weiteres Tor mit Zwinger angelegt war.
Die Burg beeindruckt heute vor allem durch die mächtigen Wall-Graben-Anlagen. Nach dem von Oppermann erstellten Geländeprofilen liegt Die Sohle des 16–18 m breiten Grabens nördlich des Kernwerkes 12 m tiefer als das Plateau. Der Hauptwall der ersten Vorburg ist 3 m hoch, die Gräben sind bei 12–15 m Breite 7–9 m tief. Geringere Maße besitzt die Befestigung der zweiten Vorburg mit 1,5–2 m Grabentiefe und ca. 1,5 m Wallhöhe.

### Nebenanlagen
Auf der großflächigen Bergkuppe bestanden neben der Harliburg weitere Befestigungsanlagen, die als Schanz- sowie Belagerungswerke angesehen werden. Die Goslarer Chronik berichtet von insgesamt fünf Anlagen (Slote), die die Belagerer von 1291 zur Einnahme der Harliburg anlegten. Dazu zählt eine quadratische Viereckschanze etwa 300  Meter nordöstlich der Harliburg. Sie hat Ausmaße von 20 × 20 Meter und verfügt über einen Wall und eine quadratische Erhebung, auf der ein Turm gestanden haben kann. Außerdem ist ein Graben mit einem Vorwall vorhanden. Die Schanze wird als Kommandozentrale der Belagerung von 1291 angesehen. Eine Ringschanze findet sich auf einer Geländekuppe etwa 200 Meter nordöstlich der Harliburg als geschlossener Ringwall von 30 × 60 Meter Durchmesser. Des Weiteren besteht ein Schanzwall etwa 100 Meter nördlich der Harliburg, der eine Länge von 200 Meter aufweist und auf einer Linie zwischen der Viereck- und der Ringschanze liegt. Eine Winkelschanze findet sich 500 Meter nordöstlich der Burg auf einem abfallenden Bergvorsprung. Es handelt sich um einen 65 Meter langen Wall mit Vorgraben, der zweifach abgewinkelt ist.

## Geschichte
Die Harliburg verdankt ihre Entstehung dem Streit um den deutschen Königsthron zwischen dem Staufer Philipp von Schwaben und dem Welfen Otto IV.) zwischen 1198 und 1208. Die Reichsstadt Goslar hielt zu Philipp, deshalb ließ Otto IV. um 1203 die Harliburg zur Kontrolle der nördlichen Zufahrtswege dorthin errichten. Nach der Ermordung Philipps 1208 hielt sich Otto häufiger auf der Burg auf. In seinem Testament regelte er 1218 die Entschädigung der Wald- und Grundbesitzer, deren Rechte beim Bau der Burg missachtet wurden. Nach deren Abfindung 1220 war die Anlage keine Reichsburg mehr, sondern Eigentum der Welfen. 1219 wird erstmals ein Angehöriger des Ministerialengeschlechts von Harlingeberg als Vogt der Harliburg erwähnt, das dann spätestens am Ende des 13. Jahrhunderts. im Besitz von Burg und Burgberg waren. 1279 erbte Herzog Heinrich der Wunderliche die Burg und benutzte sie als Stützpunkt für Raubzüge in das Umland. Der Bischof von Hildesheim beschuldigte ihn deshalb auf dem Erfurter Reichstag 1290, durch Duldung der Straßenräubereien der Burgbesatzung den seit 1284 gültigen Landfrieden verletzt zu haben. Im Jahr 1291 belagerte deshalb im Herlingsberger Krieg ein Aufgebot sämtlicher Bischöfe und Landesherren der Umgebung sowie der Reichsstädte Goslar, Braunschweig und Magdeburg die Burg, bis nach vier Monaten die Besatzung kapitulierte. In der folgenden Gerichtsverhandlung wurde die Schleifung der Harliburg verfügt. Die Burg wurde nicht mehr wiederaufgebaut und blieb Ruine. Die Steine wurden einer späteren chronikalen, in ihrem Wahrheitsgehalt umstrittenen Überlieferung zufolge zum Bau der Vienenburg und der Burg Wiedelah verwendet.

## Rezeption
Der Zeitgenosse Heinrich Rosla aus Nienburg (Saale) verfasste im 13. Jahrhundert über die Schleifung der Harliburg das lateinische Epos Herlingsberga.